# Wulka (Lwów)

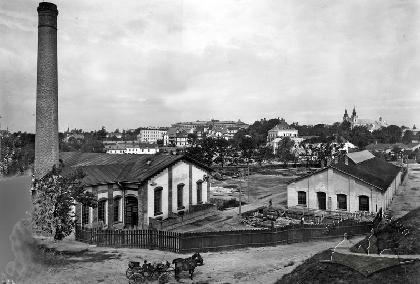
Zajezdnia tramwajowa na Wulce w trakcie budowy 1894

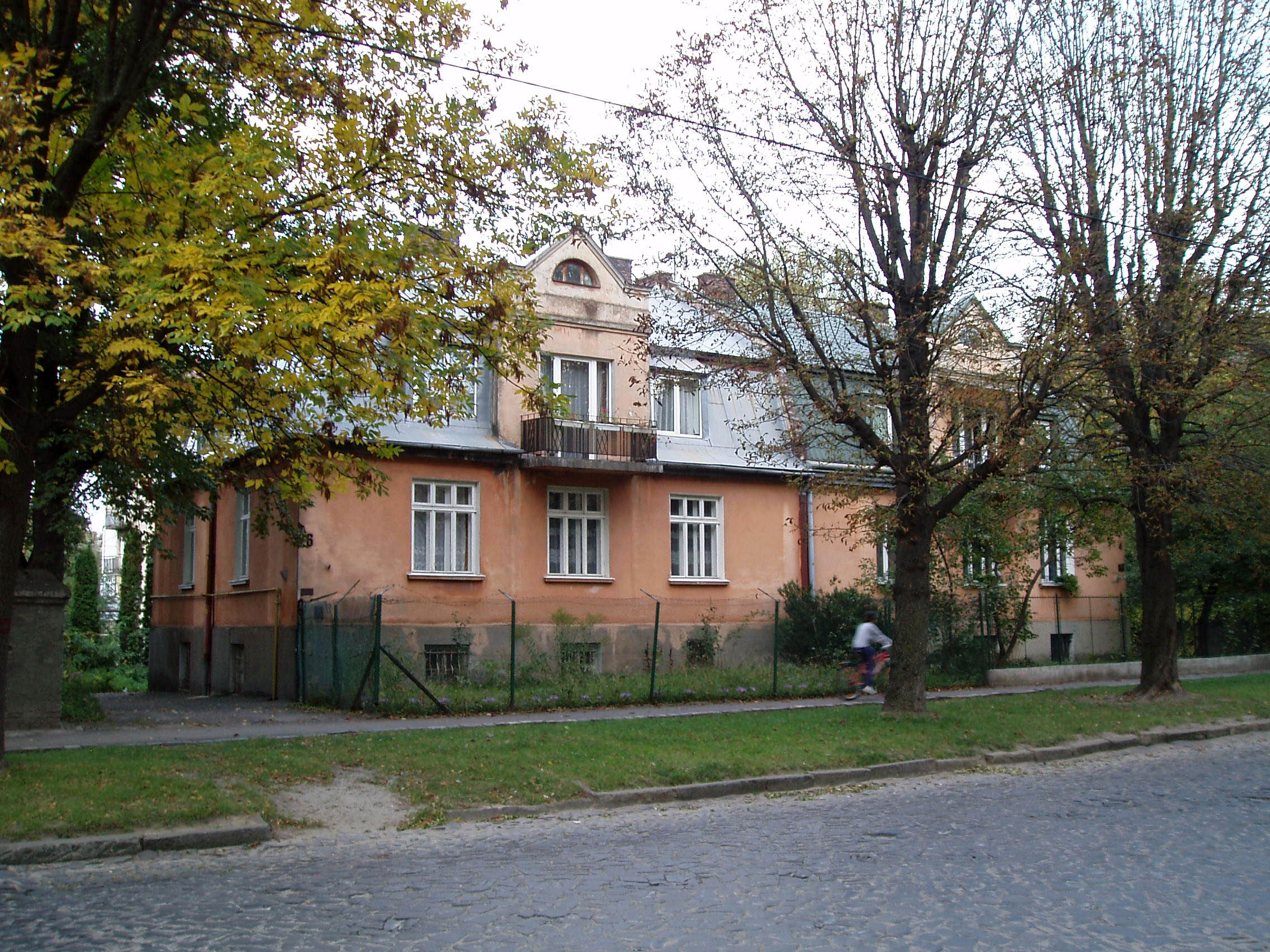
Zabudowa ulicy Tadeusza Boya-Żeleńskiego (dawniej Czysta)

Wulka (ukr. Вулька) – dzielnica Lwowa w rejonie frankowskim. Jej granice wyznaczają ulice Księżnej Olgi, Andrieja Sacharowa, Bohaterów Majdanu, Stryjska i tor kolejowy.

## Historia
Założona w XVII wieku Wulka była samodzielną podmiejską osadą położoną nad Potokiem Wuleckim zwanym Soroką, który był dopływem Pełtwi. Zbierał on wody z niewielkich źródeł i strumieni, które tworzyły w okolicy zbiorniki wodne. Były to Staw Baczyńskiego (nazywany Stawem Alznera lub Połtawą), Staw Wulecki (nazywany również Stawem Świteź, Lewickich lub Marionowym, a obecnie Medyk) oraz Staw Sobków (na jego miejscu wybudowano stadion na przy ulicy Kastelówka). W XVI i XVII wieku tereny Wulki należały do Mikulczyńskich i Pełczyńskich łanów Przedmieścia Halickiego, które było położone wzdłuż drogi do Sokolników. Od drugiej połowy XIX wieku wzdłuż górnego odcinka Potoku Wuleckiego powstała zabudowa jednorodzinna min. przy ulicach Bojkowskiej i Kulikowskiej, a okoliczne wzgórza porastała buczyna. Pomiędzy 1864 a 1866 przez południową część Wulki poprowadzono linię kolejową Lwów-Czerniowce, która dolinę Potoku Wuleckiego pokonywała na wysokim nasypie. Potok i droga prowadząca na południe przebiegały w tunelu, który został wydrążony w nasypie. W 1894 wiedeńska firma "Siemens & Halske" wybudowała na Wulce pierwszą elektrownię o mocy 400 koni mechanicznych tj. ok. 300 KW), która pozwoliła zelektryfikować część tras tramwajowych. W pobliżu wybudowano również zajezdnię tramwajową. Na początku XX wieku zasklepiono Potok Wulecki, a Wulką zaczęto nazywać stok opadający ku ulicy Wuleckiej (Wzgórza Wuleckie) oraz znajdujący się na wschód płaski teren, który posiadał równoległą nazwę Górka Kadecka (od otworzonej w 1899 austriackiej Szkoły Kadetów). Na przełomie XIX i XX wieku na terenach Wulki zaczęła powstawać zabudowa typowo miejska. Wybudowano wówczas zakład dla sierot oraz zakład wychowawczy imienia Abrahamowiczów, w późniejszym czasie powstał zespół budynków mieszkalnych Zakładu Ubezpieczeń Społecznych i II Dom Techników. U zbiegu obecnych ulic Andrieja Sacharowa i Księżnej Olgi w latach 30. powstał stadion „Łuhowy gorod”, który należał do towarzystwa gimnastyczno-pożarniczego Łuh. W 1938 polskie władze w ramach działań obronnych kraju zlikwidowały istniejący przy ulicy Stryjskiej stadion Sokoła, od tego czasu stadion Łuhu był najważniejszą areną sportową dla Ukraińców. Tu organizacja Ridna Szkoła prowadziła ćwiczenia zgrupowania "Świat Młodych".
W 1941 na terenie Wzgórz Wuleckich miał miejsce mord profesorów lwowskich, wcześniej aresztowanych przetrzymywano w bursie zakładu Abrahamowiczów. W 1943 ciała ekshumowano, przewieziono do Lasu Winnikowskiego, gdzie zostały spalone.
Po 1944 stoki Wzgórz Wuleckich zalesiono, a następnie założono na nich Park Studencki, na wschód od nich wybudowano miasteczko akademickie Politechniki Lwowskiej. W czasach sowieckich nazwę ulicy Wuleckiej zmieniono na Aleksandra Suworowa, została poszerzona i przedłużono wzdłuż niej linię tramwajową, kończącą się do II wojny światowej w istniejącej do dziś zajezdni tramwajowej przy rozwidleniu ulic Kadeckiej i Wuleckiej w kierunku Kulparkowa. Po uzyskaniu niepodległości przez Ukrainę ulica Suworowa została przemianowana na ulicę Andrieja Sacharowa, ku czci rosyjskiego obrońcy praw człowieka w czasach sowieckich, laureata Pokojowej Nagrody Nobla.